# Ribblehead-Viadukt

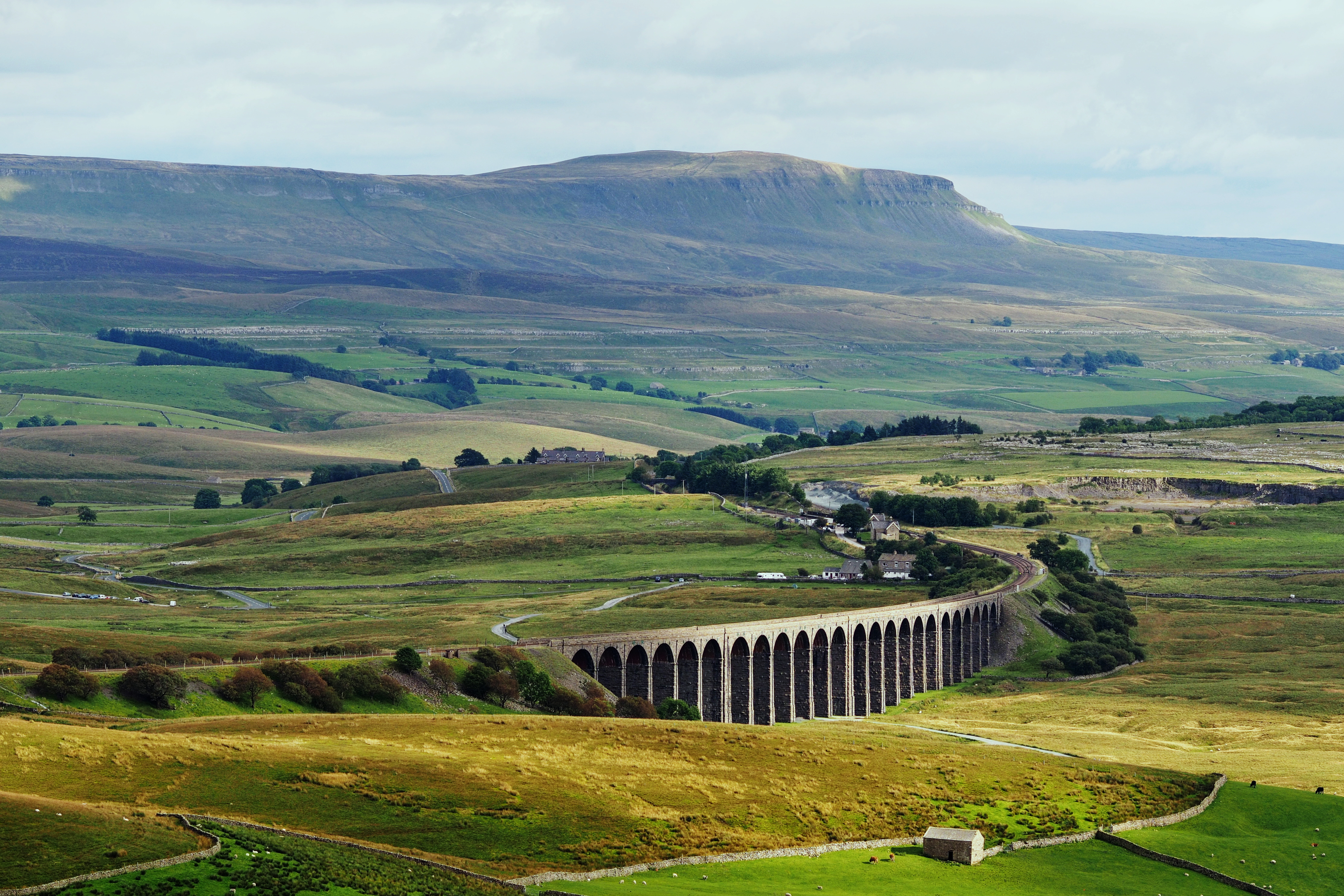
Ribblehead-Viadukt von Norden gesehen, dahinter Pen-y-ghent

Das Ribblehead-Viadukt ist eine Eisenbahnbrücke über das Tal des Flusses Ribble am Fuße des Berges Whernside in der englischen Grafschaft North Yorkshire. 
Die Brücke wurde von 1870 bis 1874 nach Plänen von John Sydney Crossley erbaut. Sie ist 32 Meter hoch, 402 Meter lang und wird von 24 Bögen in 4 Feldern getragen, die mit etwas stärkeren Pfeilern voneinander abgesetzt sind. 
Das Viadukt verläuft in einem leichten Bogen und ist daher auch aus den kurveninneren Fenstern des fahrenden Zuges heraus sichtbar. Es ist das längste Viadukt im Verlauf der Bahnstrecke Settle–Carlisle. 
Nachdem Pläne zur Stilllegung der Strecke nach Protesten aufgegeben wurden, wurde das Viadukt in den 1980er Jahren verkehrssicher gemacht. Seit 1985 ist es nur einspurig befahrbar.

## Kulturelle Rezeption
Im Jahr 2016 erschien eine von ITV produzierte Drama-Miniserie, in Form eines Western, die von dem Bau des fiktiven Culverdale-Viadukt handelt und von dem Bau des Ribblehead-Viadukt inspiriert ist.